# Dunchurch
Dunchurch är en ort och civil parish i Storbritannien.   Den ligger i grevskapet Warwickshire och riksdelen England, i den södra delen av landet, 120 km nordväst om huvudstaden London. Dunchurch ligger 122 meter över havet och antalet invånare är 2 271.
Terrängen runt Dunchurch är platt. Runt Dunchurch är det ganska tätbefolkat, med 116 invånare per kvadratkilometer. Närmaste större samhälle är Coventry, 16,8 km nordväst om Dunchurch. Trakten runt Dunchurch består till största delen av jordbruksmark.